# دبلوماسية الطاقة
يشير مصطلح دبلوماسية الطاقة (بالإنجليزية: Energy diplomacy)‏ إلى نوعٍ من أنواع الدبلوماسية، ومجال فرعي من العلاقات الدولية، وترتبط دبلوماسية الطاقة ارتباطًا وثيقًا بمبدأها والسياسة الخارجية والأمن القومي، وتحديداً أمن الطاقة.
بدأت دبلوماسية الطاقة في النصف الأول من القرن العشرين وظهرت كمصطلح خلال أزمة النفط الثانية بوصفها وسيلة لتفسير إجراءات أوبك. ومنذ ذلك الحين ركزت بشكل أساسي على تأمين إمدادات الطاقة، وخاصة الوقود الأحفوري، ولكن أيضًا الطاقة النووية والطاقة المستدامة بشكل متزايد، على أساس الدولة أو أساس دولي أو مجموعات دولية.

## خلفية
ظهرت دبلوماسية الطاقة كمصطلح خلال أزمة النفط الثانية كوسيلة لوصف إجراءات أوبك وتوصيف سعي الولايات المتحدة لتأمين استقلال الطاقة وعلاقة الحرب الباردة بين روسيا والدول التابعة لها فيما يتعلق بصادرات النفط والغاز. ومنذ بدء أزمات النفط، ركزت دبلوماسية الطاقة بشكل أساسي على تأمين إمدادات الطاقة على أساس الدولة أو المجموعات الدولية وعلى السياسة الخارجية لتأمين أمن الطاقة.

## علاقة وجودية مع الأمن القومي والسياسة الخارجية وأمن الطاقة
عرفت الحضارة السياسة الخارجية منذ آلاف السنين، بينما لم تعرف الحضارة الطاقة بمعناها المعاصر إلا قبل 150 عامًا الماضية. ومع ذلك، ومنذ ذلك الزمن، كان للسياسة الخارجية والطاقة عدد متزايد من العناصر المتداخلة والمترابطة. فالسياسة الخارجية ترتبط من جانبها ارتباطًا وثيقًا وتعتمد على مفهوم الأمن القومي. والأمن القومي هو مبدأ الأفعال الذي يحكم علاقات دولة ما مع دول أخرى على أساس الجغرافيا والتهديدات الخارجية والتحديات الأخرى، والتي تُعد الطاقة وأحدة منها.
المفاهيم الثلاثة، الأمن القومي، والسياسة الخارجية وأمن الطاقة منظمة وجوديًا، حيث يكون الأمن القومي هو المفهوم الأكثر عمومية، والسياسة الخارجية هي المستوى الأقل التي يغطي الجانب الدولي لمخاطر الأمن القومي، والأدنى على النطاق هي دبلوماسية الطاقة. ترتبط السياسة الخارجية بالأمن القومي لأنه الأداة التي تنفذ الأمن القومي العام. يرتبط الأمن القومي أيضًا ارتباطًا مباشرًا بدبلوماسية الطاقة. ويشير الأمن القومي إلى قدرة الأمة على التغلب على التهديدات الداخلية والخارجية متعددة الأبعاد من خلال موازنة كل أدوات سياسة الدولة من خلال الحكم، ويهدف إلى حماية الاستقلال الوطني والأمن والحالة الإقليمية والسياسية والاقتصادية، والتعامل مع عدد كبير من المخاطر.
والطاقة هي أحد البنود الأساسية في جدول أعمال الأمن القومي. الأمن القومي الذي يتعامل مع مثل هذه القضايا والمخاطر الخارجية يُطبق ويُنفذ من الدوائر الحكومية للعلاقات الخارجية. وتُنفذ استراتيجية الأمن القومي التي تنطوي على عوامل خارجية وقضايا دولية من خلال أدوات السياسة الخارجية، وتحديداً العلاقات الدولية والدبلوماسية. وتركز دبلوماسية الطاقة بشكل خاص على علاقات الطاقة الخارجية. على الرغم من التسلسل الهرمي الوجودي للمفاهيم الثلاثة، إلا أن من الموضوعات المتكررة بالنسبة لها أن تتقاطع باستمرار في الحياة الدبلوماسية العملية والواقع الجيوسياسي.

## التاريخ
كانت بداية القرن العشرين هي الحقبة الأولى لدبلوماسية الطاقة التي تميزت بقدرٍ كبير من الشركات الفاعلة. كانت هذه الدبلوماسية تهيمن عليها الشركات التي تنتج الوقود الأحفوري وتوزعه، وليست الحكومات ذات السيادة، كما في حالة شركة رويال داتش شل وستاندرد أويل. ولم يُصاغ في تلك الفترة الأمن القومي على المستوى الوطني بوصفه مفهوماً في حد ذاته في تلك الفترة ولكن قضايا الطاقة تزداد أهمية.
تم تنفيذ تقسيم احتياطيات النفط العالمية والأسواق بشكل مستمر، سواء خلال مفاوضات عام 1908 بين رئيس شركة رويال داتش شل ديتردينج ومدير شركة النفط الأمريكية ستاندرد أويل تيجل، أو عند توقيع اتفاقية تجمع الولايات المتحدة "As-Is" في عام 1928. كانت الشركات تتنافس وتتسابق على الامتيازات والحصص والمخصصات. ولم تكن الحكومات بعيدة، وتدعم هذا التنافس، وغالبًا ما كانت تسهل التسباق، لكن الشركات المؤثرة شكلت بشكل مهيمن على الصناعة والسياسة الخارجية.
شهدت حقبة ما بعد الحرب العالمية الثانية سقوط الإمبراطوريات، وصعود المستعمرات، والتحولات العالمية في النفوذ الجيوسياسي للمملكة المتحدة والولايات المتحدة وروسيا وغيرها. ومنظمة أوبك هي التي نجحت في الستينيات والسبعينيات من القرن الماضي في تحقيق مكاسب فيما يتعلق بشركات النفط العالمية، وتأميم واستعادة السيطرة على موارد الوقود الأحفوري الوطنية في العديد من البلدان المنتجة الكبيرة. وساهمت الصدمات النفطية بعد الحرب العالمية الثانية بشكل كبير في تنامي المخاوف الأمنية والجهود الدبلوماسية في مجال الطاقة. أهم الأحداث كانت أزمة السويس 1956-1957 والحظر النفطي لأوبك 1973-1974. اقتربت اقتصادات بأكملها من طريق مسدود، مما أدى إلى تصعيد قضايا الطاقة باعتبارها مخاوف أمنية كبرى.
وسرعان ما حدثت اضطرابات أخرى، وإن كانت أصغر، منها الثورة الإيرانية عام 1979، والحرب الإيرانية العراقية عام 1980، تلتها حرب الخليج في 1990-1991. والاضطرابات في سوق النفط التي أثرت على الاقتصادات وعرضته للخطر كانت بسبب غزو العراق عام 2003، وارتفاع أسعار النفط في 2007-2008، ونزاع الغاز الروسي الأوكراني في عام 2009، وغيرها بما في ذلك الاضطرابات الصغيرة. كما لا تزال ممرات النفط مصدر قلق أمني عالمي حيث أن 40 ٪ من جميع النفط يمر عبر أربعة قنوات في مضيق هرمز ومالقا وباب المندب وقناة السويس. تتوقع وكالة الطاقة الدولية (IEA) أن ترتفع هذه الكميات من 40٪ إلى 60٪ بحلول عام 2030. وأي انقطاع طويل من شأنه أن يتسبب في انهيار اقتصادي آخر واسع النطاق.
لذلك، دخلت دبلوماسية الطاقة مجال السياسة الخارجية عبر ممر الأمن القومي. مهدت العديد من المخاطر الوطنية والدولية الجسيمة المرتبطة بأمن الطاقة ودبلوماسية الطاقة هذا الطريق وأكدت أن الطاقة يُنظر إليها على أنها مصدر قلق أمني، لذا فقد اكتسبت جميع سمات الحالة الأمنية، وتراقب باستمرار لمعرفة مستوى المخاطر، من منع أو تدخل محتمل في المجال الدبلوماسي.
وبجانب المسار الأمني، ثمة المخاوف المتعلقة بالطاقة في اعتبارات السياسة الخارجية عبر مسار آخر، هو الاقتصاد. ومن الأمثلة على ذلك أستراليا، التي قررت في عام 2018 تشكيل هيئة سياسية جديدة بعنوان دبلوماسية الطاقة. تعد أستراليا إلى حد بعيد أكبر مصدر عالمي للفحم، وقد تأثرت بشكل متوسط بالتغيرات في سوق الطاقة والجغرافيا السياسية، لذلك لم يكن الخطر الأمني فيما يتعلق بالطاقة مرتفعًا للغاية.

## ارتفاع مخاطر الطاقة والقضايا الرئيسية
تعد دبلوماسية الطاقة مجالًا دبلوماسيًا متنامياً يهدف إلى توفير أمن الطاقة. ودخلت الطاقة مجال الدبلوماسية والسياسة الخارجية نتيجة لتأثيرها المتزايد على الأمن القومي والاقتصاد. الطاقة، بقدرتها على القيام بأي عمل، هي القوة الدافعة للاقتصاد، والتي يجب تأمين تدفقها المستمر في جميع الأوقات إلى الداخل نحو الدول المستوردة، وإلى الخارج للتصدير.
وحتى العقود القليلة الماضية من القرن العشرين، لم يُنظر لمسألة الطاقة على أنها مسألة ملحة أو جيوسياسية. ولم يكن التوافر والقدرة على تحمل التكاليف والعرض مسألة أمنية. فقد كانت قدرات الإنتاج والاستهلاك الصناعي أصغر، وكانت حركة الطاقة بشكل عام آمنة ويمكن الاعتماد عليها. فخلال الثورة الصناعية، نمت الحاجة المتزايدة للطاقة بوتيرة ملحوظة، ثم تصاعدت في القرن العشرين. وفقط في الخمسين عامًا الماضية، بين عامي 1971 و2017 نما إجمالي إمدادات الطاقة الأولية العالمية بأكثر من 250٪ من 5,519 مليون طن إلى 13,972 مليون طن. ويتوقع أن ينمو استخدام الطاقة في جميع أنحاء العالم بمقدار الثلث بحلول عام 2040.
هذا الوضع المتغير سلسلة من العوامل التي تطلبت وضع أمن الطاقة ودبلوماسية الطاقة في جدول أعمال الأمن القومي. وتراقب إدارات الأمن القومي في جميع أنحاء العالم عن كثب التصعيد الحاد في استخدام الطاقة. نما المستهلك الحديث والاقتصاد المعاصر تدريجياً للاعتماد بشكل حاسم على الطاقة. ومن ثم، أصبح الاقتصاد والطاقة مفهومان لا ينفصلان. وأصبحت الطاقة مرادفًا للاقتصاد والقوة، وعدم توفر ما يكفي منها مصدر قلق للأمن القومي المطلق.
لقد تقرر الوصول إلى موارد الطاقة بناءً على نتائج الحرب، وشكل أمن الإمدادات جداول الأعمال الوطنية والدولية، ونظمت الدول المنتجة للنفط والغاز معًا في تحالفات، للاستفادة من موارد الطاقة المكتشفة حديثًا لدعم أهدافها السياسية والجيوسياسية. وأصبحت شركات النفط والغاز من أكثر المنظمات نفوذاً في مجال الأعمال التجارية العالمية والتأثير على السلطة. كما أدى تقلب أسعار النفط الناجم عن أزمات النفط إلى ثروات اقتصادية أو كوارث للعديد من المشاركين في الساحة الدولية ممّا أثر على الاستراتيجيات الوطنية والجيوسياسية. كانت العواقب الاقتصادية كبيرة، لذلك كان لا بد من إدراج الطاقة في قائمة قضايا الأمن والسياسة الخارجية للدول.

## طبيعة دبلوماسية الطاقة
تشير دبلوماسية الطاقة إلى الأنشطة الدبلوماسية المصممة لتعزيز الوصول إلى موارد الطاقة والأسواق. إنها نظام للتأثير على السياسات والقرارات وسلوك الحكومات الأجنبية والعوامل الدولية الأخرى عن طريق الحوار الدبلوماسي والتفاوض والضغط والدعوة السياسية وغيرها من الأساليب السلمية.
العلاقة العامة بين السياسة الخارجية ودبلوماسية الطاقة هي من الناحية المفاهيمية علاقة المدير والوكيل. تحدد السياسة الخارجية الأهداف والاستراتيجية السياسية الشاملة بينما تعد دبلوماسية الطاقة آلية لتحقيق الأهداف. دبلوماسية الطاقة هي أداة للسياسة الخارجية. الغرض من دبلوماسية الطاقة هو حماية الأمن الاقتصادي وأمن الطاقة. تعمل دبلوماسية الطاقة على توجيه العلاقات الاقتصادية والتجارية للدولة مع الدول والمنظمات الأخرى التي تحمي أمن الطاقة من خلال التوافر والموثوقية والقدرة على تحمل التكاليف.
نمت الجهود الدبلوماسية الهادفة إلى توفير أمن الطاقة من حيث الأهمية والتعقيد. لقد نضجت وانفصلت عن السياسة الخارجية العامة والدبلوماسية العامة إلى مجال دبلوماسي منفصل، دبلوماسية الطاقة، ومعظمها ظهر بعد أزمات النفط في السبعينيات. ويحتوي هذا النشاط الدبلوماسي على العديد من الأسماء الشائعة الأخرى مثل "سياسات البترول الجيولوجية"، أو "السياسة البترولية"، أو دبلوماسية خطوط الأنابيب، ولكنها في الغالب تغطي نفس المجال. لقد طورت دبلوماسية الطاقة برامجها وأهدافها وأدواتها وتكتيكاتها وخطط عملها، مثل خطة عمل دبلوماسية الطاقة للاتحاد الأوروبي.
وهكذا، على المستوى المؤسسي، تركز دبلوماسية الطاقة عادة على مواضيع مثل الأهداف والمبادئ التوجيهية؛ واللوائح وتوفير الطاقة؛ وتطوير الطاقة النووية، والبحث والتطوير والعرض. وتقاسم النفط ونقل الطاقة؛ واستكشاف الطاقة الطاقة والإنذار المبكر والاستجابة؛ وفي سياق الاحتباس الحراري، استدامة الطاقة وانتقال الطاقة للدول المصدرة للنفط والغاز. وتتضمن دبلوماسية الطاقة التجارية، وهي مزيج من الدبلوماسية التجارية ودبلوماسية الطاقة، دعمًا سياسيًا لشركات الاستثمار الأجنبية في مجال الطاقة.
تستخدم دبلوماسية الطاقة أساليب السياسة الخارجية لضمان التدفق المستمر للطاقة وأمن إمدادات الطاقة. والدول المنتجة للطاقة والمستهلكة للطاقة تطبقها بشكل مختلف. إذ تركز الدول المنتجة للطاقة في الغالب على استخدام دبلوماسية الطاقة لتوسيع صادراتها ووجودها في الأسواق العالمية، والمثال هو دبلوماسية الطاقة لدولة مصدرة مثل روسيا التي تهدف إلى تأمين الوصول إلى مشتري النفط والغاز. هذه الساسية مشابهه لدبلوماسية الطاقة لمنظمة البلدان المصدرة للبترول (أوبك)، التي ينصب تركيزها بالمثل على التصدير والحفاظ على الطلب الخارجي. بينما تطبق الدول المستهلكة والمستوردة للطاقة دبلوماسية الطاقة لتأمين إمدادات الطاقة والتدفق المستمر، مثل دبلوماسية النفط الصينية في إفريقيا أو مؤخرًا مع إيران. هناك أيضًا استراتيجيات مختلطة، يحافظ عليها من الدول التي تعد من كبار المستهلكين والمنتجين؛ مثل الهند والولايات المتحدة.

## دبلوماسية الطاقة وتحول الطاقة
على الرغم من أن دمج دبلوماسية الطاقة في السياسة الخارجية بالنسبة لبعض الدول كان الأمن والاقتصاد الآخر، فإن انتقال الطاقة يعيد تشكيل تلك الديناميكيات بحيث تتبع مسائل الأمن والاقتصاد واقعًا جيوسياسيًا جديدًا. وهكذا فإن ديناميكيات العلاقة مع السياسة الخارجية والأمن القومي تمر بتغير جوهري - تحول في مجال الطاقة. تضمن توفير أمن الطاقة تقليديًا عدة مفاهيم رئيسية: التوافر والموثوقية والقدرة على تحمل التكاليف، ولكن في العقدين الماضيين أضيف جانب آخر حاسم، وهو الاستدامة البيئية والانتقال إلى طاقة منخفضة الكربون.
وقد أدى هذا إلى إحداث تحول كبير في كيفية إدراك الطاقة وتأثيرها على البيئة ودفع السياسات للحد من تغير المناخ. وقد قاد هذا التحول صناع السياسة في الاتحاد الأوروبي. ومع انتشار المزيد من الطاقة المتجددة في مزيج الطاقة، مثل الطاقة الشمسية، وطاقة المد والجزر، وكفاءة الطاقة، والرياح أو المياه، لن تقتصر جغرافية الموارد على عدد قليل من البلدان الغنية بالموارد فحسب، بل ستنتشر بشكل متساوٍ في جميع أنحاء العالم.
إن الطريقة التي يُنظر بها إلى مخاطر الطاقة الوطنية تتغير تدريجياً، حيث سوف تُحسن توافر الطاقة بشكل كبير وانتشارها في جميع أنحاء الكوكب. يشكل تحول الطاقة إلى طاقة منخفضة الكربون بالفعل العلاقة الديناميكية للجغرافيا السياسية واستراتيجيات الأمن القومي والسياسات الخارجية ودبلوماسية الطاقة. ويجادل العديد من العلماء بأن الطاقة المتجددة قد تسبب المزيد من النزاعات على نطاق صغير ولكنها تقلل من خطر نشوب صراعات كبيرة بين الدول.

## دبلوماسية الطاقة حسب الدولة أو المجموعة الدولية

### الدول العربية في الخليج العربي
تسعى الدول المصدرة للنفط في الخليج العربي، مثل دول مجلس التعاون الخليجي التي تعتمد تقليديًا على تصدير النفط وغالبًا هي من أعضاء منظمةأوبك بشكل متزايد إلى إقامة علاقات ثنائية تمكنها من إجراء تحول للطاقة من الوقود الأحفوري إلى استدامة الطاقة، بما في ذلك الطاقة المتجددة والطاقة النووية.

### أستراليا
تعد أستراليا قوة عظمى في مجال الطاقة، وتركز دبلوماسيتها في مجال الطاقة بشكل أساسي على الترويج للوقود الأحفوري، وخاصة الفحم، وتأمين أسواق التصدير لها.

### الاتحاد الأوروبي
في حين يمكن النظر إلى سياسة الطاقة الداخلية للاتحاد الأوروبي كمثال لدبلوماسية الطاقة بين الدول الأعضاء، يطوّر الاتحاد الأوروبي سياسة الطاقة الخارجية على مدار العقدين الماضيين، عبر خطة عمل دبلوماسية الطاقة في الاتحاد الأوروبي، ولا سيما فيما يتعلق بروسيا، وأفريقيا، وأوراسيا، بما في ذلك عبر حوض بحر قزوين.

### جمهورية الصين الشعبية
الدولة التي ركزت عليها الكثير من أدبيات دبلوماسية الطاقة هي الصين، نظرًا لإدارتها لأمن الطاقة الأساسي، على سبيل المثال في العلاقة بين المصالح الوطنية والشركات، كما هو الحال في إمدادات الغاز، وكذلك في البنية التحتية. قد تواجه الصين عجزًا في إمدادات الطاقة بحلول عام 2030، وتسترشد دبلوماسيتها في مجال الطاقة بالحاجة الاستراتيجية لتأمين إمدادات كافية من الغاز والنفط بحلول هذا الوقت. وبالنظر إلى هذا الوضع، حاولت أولاً تطبيق سياسة "توافق بكين" على دول أخرى عبر دبلوماسية الطاقة، مثل دول كتلة البريكس.
لقد غطت دبلوماسية الطاقة الصينية عددًا كبيرًا من الدول، مثل تركيا في السنوات الأولى وفي السنوات اللاحقة الشرق الأوسط وشمال إفريقيا، مع وضع اعتبار خاص للصراع بين إيران والمملكة العربية السعودية، حيث كان لها دور في السلام. تمثل دبلوماسية الطاقة الصينية مع دول أمريكا الجنوبية مثل البرازيل مشكلة، وكذلك علاقتها مع روسيا، والتي يمكن النظر إليها عبر مستويين، الشخصي والمؤسسي.
في قلب دبلوماسية الطاقة الصينية مع الغرب والعالم، تكمن مسألة ما إذا كان صراع الصين من أجل أمن الطاقة سيؤدي إلى تطبيع دبلوماسية الطاقة من خلال الاعتماد الاقتصادي المتبادل أو إذا كانت الصين ستستمر في ممارسة المذهب التجاري الجديد وسياسة القوة. تواصل مؤسسات حوكمة الطاقة العالمية، مثل وكالة الطاقة الدولية، البحث عن حوكمة محلية مسؤولة للطاقة من الصين، بينما حولت الصين اهتمامها من محاولة فرض ريادتها على مجموعة بريكس إلى تطوير "مبادرة الحزام والطريق الاقتصادية" الخاص بها جزئيًا عبر منظمة شنغهاي للتعاون، كوسيلة للحصول على واردات الطاقة.

### روسيا
تركز دبلوماسية الطاقة الروسية بشكل أساسي على علاقتها مع أوروبا، خاصة فيما يتعلق بإمدادات الغاز الطبيعي، بما في ذلك عبر أوراسيا، وقد جمعت روسيا إمدادات الطاقة مع القوة السيبرانية والبحرية كأدوات للسياسة. تنتهج روسيا أيضًا دبلوماسية الطاقة النووية، على سبيل المثال مع فنلندا والمجر، عبر شركة روس آتوم.

### الولايات المتحدة
تركز دبلوماسية الطاقة الأمريكية باستمرار على النفط، ومؤخراً على طفرة النفط والغاز، وتُنسق من مكتب موارد الطاقة في وزارة الخارجية. تمتد اهتماماتها الدبلوماسية التجارية في مجال الطاقة على نطاق واسع يتجاوز المصدرين التقليديين للنفط في الشرق الأوسط إلى دول آسيا الوسطى مثل كازاخستان. وتاريخياً، صدّرت الولايات المتحدة مفاعلات الطاقة النووية، من خلال البناء على برنامج الذرة من أجل السلام لتصدير مفاعلات الأبحاث.

## أنظر أيضا
- حظر النفط 1973
- أزمة الطاقة (1979)
- أزمة الطاقة في العقد 2000
- سياسة الطاقة
- أمن الطاقة
- قوة عظمى في مجال الطاقة
- حرب الخليج الثانية
- الوكالة الدولية للطاقة
- المفاعل النووي الحراري التجريبي الدولي
- أوبك
- Suez crisis

- الدبلوماسية التجارية
- الدبلوماسية الطبية
- الدبلوماسية العامة
- دبلوماسية الدفاع